# Анри-Пиер Роше
Анрѝ Рошѐ, наричан Пиѐр Рошѐ, а след това Анри-Пиер Роше, е френски писател, по професия търговец на произведения на изкуството, художествен критик и журналист.
Колекционер на произведения на изкуството, Роше като търговски агент или съветник на големи колекционери понякога дори просто чрез междуличностните си умения играе централна роля в развитието на модерното изкуство – но винаги на заден план, помагайки материално или морално на Пабло Пикасо, Марсел Дюшан, Франсис Пикабия, Константин Брънкуш и Мари Лорансен, след това на Ман Рей, Жан Дюбюфе и други. Свързван е с художествения авангард в Париж.
В края на живота си Роше публикува два романа. Първият е „Жюл и Жим“ (1953), полуавтобиографична творба, публикувана, когато той е на 74 години. Вторият му роман, Deux Anglaises et le continent („Две англичанки и континентът“, 1956), също е вдъхновен от живота му. И по двата романа са направени филми от режисьора Франсоа Трюфо, съответно през 1962 и 1971 г. Популярността на филма „Жюл и Жим“ подновява вниманието към романите и живота на Роше.

## Биография
Анри Роше, който приема псевдонима Анри-Пиер едва през 1953 г. със славата, е роден на 28 май 1879 г. в семейство на дребни парижки рентиери. Загубва баща си Пиер Роше, фармацевт, едва двегодишен. Отгледан е от майка си Клара Коке, която винаги го нарича Пиер, като покойния си съпруг, и от нейните родители. Самата тя, бивша студентка в Сорбоната, обучава сина си у дома. Едва от осемгодишна възраст той получава образование в училище – частно, управлявано от отци католици, зависими от архиепископа. От своите училища Пиер Роше  запазва спомена за часове на скука, прекарани съкрушено зад чина. Той описва атмосферата на потисната хомосексуалност и тартюфство в разказа Le Pasteur.
Майка му, в желанието си да го направи дипломат и да го накара да практикува езици, го завежда в Хайделберг през лятото на 1894 г. През 1898 г. тя води истинска експедиция за изследване на Холандия и около тридесет града в Германия, по време на която синът ѝ „Пиер“ открива, чрез Рубенс, страстта към рисуването.
Завършва лицея Louis-le-Grand с една година по-рано и учи право, като посещава и курсове по политически науки. През 1901 г., след 11 месеца военна служба, той се отказва от обучението си. Заминава за Англия, където живее известно време.
Роше става журналист, както и колекционер и търговец на произведения на изкуството. В началото на XX век той става близък приятел с млади европейски художници в парижкия квартал Монпарнас, включително Мануел Ортиз де Зарате и Мари Василиеф, а от Монмартър: Макс Джейкъб и Пабло Пикасо. Той е у дома си в света на художниците, колекционери и галеристи. През ноември 1905 г. той запознава американката Гъртруд Стайн и нейния брат Лео с Пикасо.
Лео Стайн описва Роше като „висок мъж с питащо око под любознателно чело, който искаше да знае нещо повече за всичко. Той беше роден „офицер за връзка“, който познаваше всички и искаше всички да познават всички останали“. Гъртруд, в глава 3 от своята „Автобиография на Алис Б. Токлас“, описва Роше с почти същите термини. Тя особено оценява това, че е прочел нейните Three Lives, и ранното признаване на нейната стойност като писател.
Роше е приятел и на Франсис Пикабия, Константин Бранкузи и Марсел Дюшан. След освобождаването му от френската армия, Роше и Дюшан пътуват до Ню Йорк през 1916 г. Там те работят с Беатрис Ууд, за да създадат The Blind Man и Rongwrong, две списания, които са сред ранните прояви в Съединените щати на движението за изкуство Дада.
Роше става главен съветник на американския колекционер на изкуство Джон Куин през 1917 г. и прави много придобивания за него от 1917 до 1924 г.
Известен с женкарството си, Роше се жени два пъти, първо за Жермен Бонар (1927 – 1948; разделени през 1933 г.), след това за Дениз Ренар (1948 – 1959). Той няма деца с Бонар. Единственото му дете, син от Ренар, Жан-Клод Роше, е роден през 1931 г.
В по-късните си години Роше написва и публикува два успешни романа. Първият му роман, „Жюл и Жим“ (1952), е публикуван, когато е на 74 години. Вторият му роман, също вдъхновен от живота му, е Deux Anglaises et le continent („Две англичанки и континентът“, 1956). И двата романа, въпреки че са написани от човек на доста напреднала възраст, изразяват жизненост и свежест.
Френският филмов режисьор Франсоа Трюфо се натъкна на на „Жюл и Жим“ при букинистите. Той намира Роше и се сприятелява с писателя в последните му години. Трюфо е толкова впечатлен от двата му романа, че адаптира всеки от тях като филм. Първата адаптация на Трюфо е „Жюл и Жим“ (1962). Филмът на Трюфо по Deux Anglaises et le continent е под леко промененото заглавие Les Deux Anglaises et le continent (1971). Надписите на втория филм включват изображения на корицата на романа (издание на „Галимар“) и вътрешни страници с анотациите на Трюфо, в знак на почит към Роше и подчертавайки дълга на филма към неговия източник.
„Жюл и Жим“ е вдъхновен от любовния триъгълник, включващ Роше, немския писател Франц Хесел (който превежда Марсел Пруст на немски, като героят Жюл) и Хелън Грунд, която се омъжва за Хесел. Не се основава на триъгълника, включващ Роше, Беатрис Ууд и Марсел Дюшан, както понякога се предполага в по-късните години на Ууд. Роше обаче загатва за триъгълника Роше-Ууд-Дюшан в незавършения си роман „Виктор“. Самата Беатрис Ууд вижда бегла прилика между героите на Роше и връзките им, както пише в автобиографията си I Shock Myself от 1985 г.
Роше умира на 9 април 1959 г. в Севър.